# Santa Eulália (Elvas)
Santa Eulália es una freguesia portuguesa del concelho de Elvas, con 98,63 km² de superficie y 1.334 habitantes (2001). Su densidad de población es de 13,5 hab/km².